# Liolaemus multimaculatus
La lagartija de las dunas (Liolaemus multimaculatus), también denominada comúnmente lagartija de los médanos,  lagartija costera y lagartija de la arena, es una especie de lagarto liolaémido del género Liolaemus. Es un saurio arenícola de hábitos diurnos que habita en el centro-este del Cono Sur de Sudamérica.

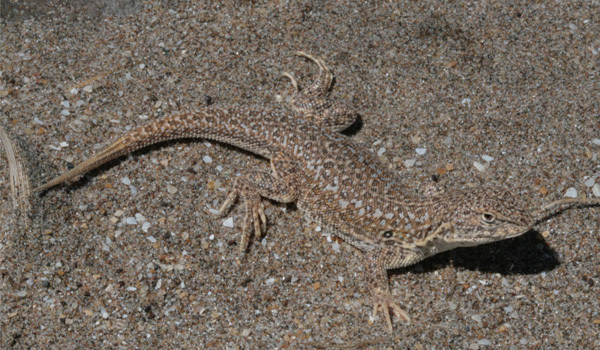
Liolaemus multimaculatus también conocida como Lagartija de las dunas

## Distribución
La lagartija de las dunas es una especie endémica de la Argentina, habitando de manera exclusiva en los médanos que bordean el litoral marítimo de las provincias de Buenos Aires y Río Negro.

## Taxonomía
Liolaemus multimaculatus fue descrita originalmente en el año 1837 por los zoólogos franceses Auguste Henri André Duméril y Gabriel Bibron bajo el nombre científico de Proctotretus multimaculatus
Dentro del género Liolaemus pertenece al grupo ‘‘wiegmanni’’ aunque para Cei correspondería agruparlo en el grupo ‘‘multimaculatus’’ como especie nominal.
Ejemplares tipo
El ejemplar holotipo es el asignado con el código 6867 y fue depositado en el Museo de Historia Natural de París. El lectotipo es el: MHNP 6867, y fue designado por J. Guibé en el año 1954.
Localidad tipo
La localidad tipo es: "Chili" (error).
Etimología
Etimológicamente el término genérico Liolaemus se origina en dos palabras del idioma griego, lio que significa ‘liso’ y laemus (de laimos) que se traduce como ‘garganta’. El nombre específico multimaculatus viene de las palabras en latín multi que significa ‘muy’ o ‘muchos’ y maculatus, que se traduce como ‘manchado’ o ‘maculado’, es decir: ‘muy maculado’, en razón de su patrón cromático.
Registro fósil
Restos de esta especie de lagarto fueron exhumados de perfiles correspondientes al Cuaternario tardío de la localidad fosilífera ‘‘camping Americano’’, situada a unos 5 km al sursudoeste de Monte Hermoso (38°57'47"S 61°22'48"W) en el litoral sudoeste de la provincia de Buenos Aires. La divergencia del grupo ‘‘multimaculatus’’ podría haber tenido lugar durante el desarrollo del Sistema Eólico del Cuaternario tardío pampeano.

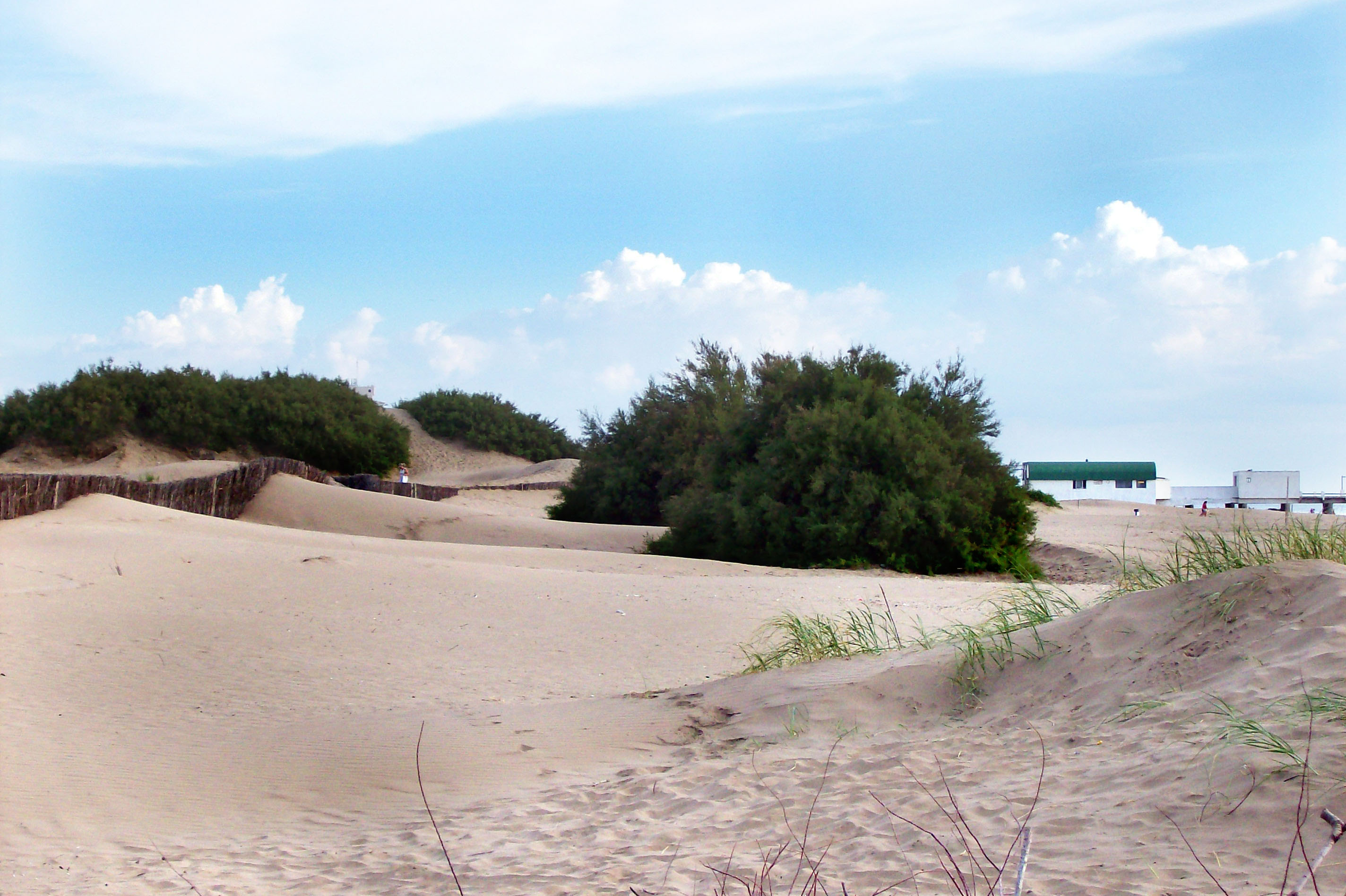
Dunas vivas en el borde litoral de la ciudad balnearia de Mar de Ajó; un ejemplo del hábitat de esta especie.

## Características
Este es un lagarto terrestre, de tamaño mediano a pequeño, con una longitud de unos 48 mm entre hocico y cloaca, alcanzando 70 mm de largo total. Su coloración le permite un perfecto camuflaje con el sustrato en que vive, la arena seca, al desdibujar su figura mediante un patrón cromático consistente en un fondo ocre salpicado por manchitas claras y series de manchas romboidales oscuras marginadas por un reborde posterior blanco, con pocas máculas celestes y una mancha escapular negra.
El macho es mayor, posee 8 poros precloacales amarillos y su vientre es blanco moteado de pardo, no blanco inmaculado como en la hembra. Este dibujo es totalmente distinto al de las otras especies que integran el ensamble de lagartijas arenícolas con las que comparte su hábitat, las que muestran líneas longitudinales claras y oscuras a los que se agregan en otras máculas mayores y de estructura distinta.
Como utiliza el método de enterrarse en la arena para escapar de sus perseguidores, tiene algunas adaptaciones anatómicas especiales para este fin. Posee hileras de escamas cefálicas que se extienden desde el borde posterior del ojo a la porción posterior de las narinas: son 7 escamas superciliares y cantales unidas, encimadas hasta las narinas, lo que le otorga a su cabeza una conformación acuminada tipo pala. Las narinas tienen flejes palpebrales y válvulas que impiden que los granos de arena logren penetrar.

## Costumbres

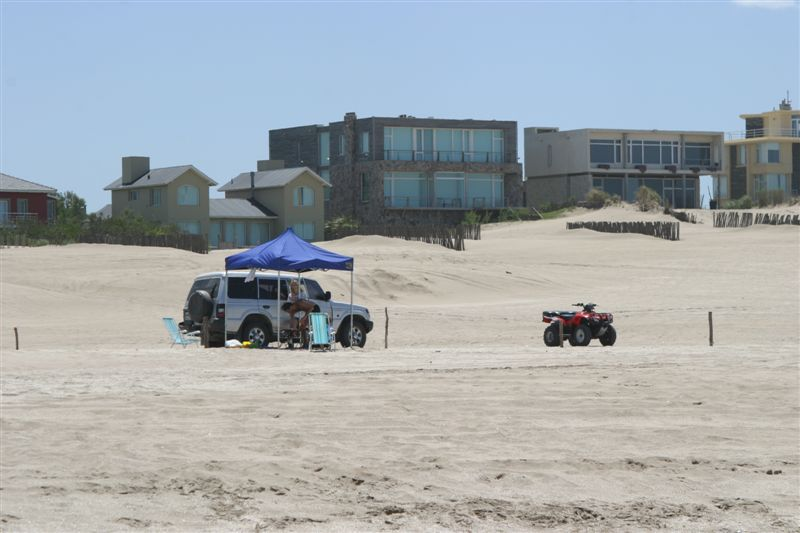
La urbanización centrada sobre los primeros kilómetros del litoral marítimo bonaerense (el hábitat de esta especie), entre otros factores, ha causado que el estado de conservación de esta saurio sea ‘’Vulnerable’’.

El ambiente donde vive Liolaemus multimaculatus posee abundante arena seca, expuesta a la intensa radiación solar. Habita en pastizales con escasa cobertura vegetal (mayormente entre el 33 y el 66 %), presentes en dunas frontales y en pendientes de los médanos que rodean a las pequeñas lagunas y bajos interdunas, en médanos vivos y semifijos. Los médanos vivos totalmente carentes de vegetación sólo los emplea para trasladarse entre biotopos aptos. Selecciona microhábitats también teniendo en cuenta el grado de compactación del sustrato, pues si no es suelo le es imposible enterrarse.
Su alimento consiste en pequeños arácnidos e insectos, como polillas, dípteros y escarabajos. Para capturarlos emplea la técnica de ‘‘sentarse y esperar’’, la cual consiste en pasar inadvertido quedándose inmóvil a la espera de que alguna presa pase lo suficientemente cerca, y cuando esto ocurre arremete de manera explosiva y sorpresiva.
Este saurio está incluido en el grupo de reptiles denominado: ‘‘nadadores de las arenas’’ en razón de estar particularmente adaptado para que, en caso de peligro, en pocos segundos poder enterrarse por completo bajo la superficie de la arena suelta, pudiendo respirar el aire contenido entre los granos, e incluso poder avanzar algunos metros “nadando” bajo la arena y fuera de la vista de sus perseguidores. El zambullido lo realiza de cabeza y con las patas orientadas hacia atrás, penetrando rápidamente gracias a acelerados movimientos en zigzag. De esta manera logra eludir a sus predadores, aves rapaces, zorros, culebras, etc. Además de esta técnica de fuga, como mecanismo antidepredatorio también puede escapar en veloz carrera hacia las matas de vegetación más próximas, para ocultarse entre las bases de los tallos, operando de este modo como refugios naturales. En esta especie destacan subarbustos como Senecio bergii y grandes matas herbáceas de Spartina ciliata. Allí también construye pequeñas cuevas donde busca protección, deposita sus huevos y regula su temperatura. Si el animal es capturado, una última estrategia es autoamputarse su cola, la que se sacude frenéticamente, para buscar captar la atracción del predador y de este modo permitir al que era su poseedor el poder escapar con vida.
Es una especie ovípara. Ovipone de 3 a 7 huevos de color blanco, posiblemente en dos puestas anuales.

## Conservación
Esta lagartija está categorizada como: “especie vulnerable”. Este reptil depende de la protección e interconexión de los parches de vegetación nativa, principalmente de los espartillares del esparto de los médanos (Spartina ciliata) y otras facies de pastizales psamofíticos costeros nativos.
Como la geonemia de esta especie se desarrolla sobre una larga lonja (de pocos kilómetros de ancho) en correspondencia con su ambiente, se ve amenazada por la reducción y el tabicado o fragmentación de las dunas costeras causada por las actividades relacionadas con un desarrollo humano descontrolado, desde la urbanización completa de amplios sectores de la franja dunícola sin planeamiento ambiental, pasando por cortes producidos por forestaciones, la reconversión de las dunas vivas en zonas de pasturas ganaderas, el sobrepastoreo, la extracción de arena para destinarla a la construcción y el destino del ambiente medanoso para el divertimiento de la población mediante la circulación libre de motocross, cuatriciclos y vehículos 4 x 4 (todo terreno). Como este lagarto es sumamente fiel a su hábitat exclusivo, la segmentación del mismo produce también la insularización de sus poblaciones, lo que trae aparejado una pérdida de variabilidad genética al verse interrumpido el flujo de genes, lo que redunda en una disminución de su plasticidad fenotípica para poder enfrentar cambios y amenazas futuras. Como la capacidad de recolonizamientos de los parches donde se extingue es nula, las poblaciones cada vez quedan más separadas entre sí.
Se suma a la escasez de áreas protegidas de un ambiente como el dunícola poco atractivo para el gran público en contraste con las forestaciones de pinos con que se lo suele reemplazar.
La provincia de Buenos Aires declaró como monumento natural a la lagartija Liolaemus multimaculatus mediante la ley n.º 14960 sancionada el 31 de agosto de 2017.